# Klinikum Obergöltzsch Rodewisch
Das Klinikum Obergöltzsch Rodewisch ist das einzige Kreiskrankenhaus des Vogtlandkreises und befindet sich im ehemaligen Rodewischer Ortsteil Obergöltzsch. Das Krankenhaus der Regelversorgung ist eines der größeren Kliniken in der Umgebung und hat insbesondere durch das Brustzentrum Vogtland ein Einzugsgebiet bis in benachbarte Bundesländer. Es ist neben dem größeren und älteren Sächsischen Krankenhaus eines von zwei Krankenhäusern in Rodewisch.
Das Krankenhaus ist neben dem Helios Klinikum in Plauen und der Klinik Adorf/Schöneck, eines von drei Krankenhäusern mit Notaufnahme im Vogtlandkreis und das größte Krankenhaus der Regelversorgung in der Region (Plauen, HBK Zwickau und Aue sind Versorgungsstufe II).
Im Berichtsjahr 2020 wurden 10.638 Personen vollstationär und 291 Personen teilstationär behandelt. Die ambulante Fallzahl betrug 114.132. Am Klinikum arbeiten (rechnerisch) 78,67 Ärzte in Vollzeit und 5 Belegärzte sowie (rechnerisch) 195,65 Pflegekräfte (in Vollzeit).

## Geschichte

### Gründungsphase

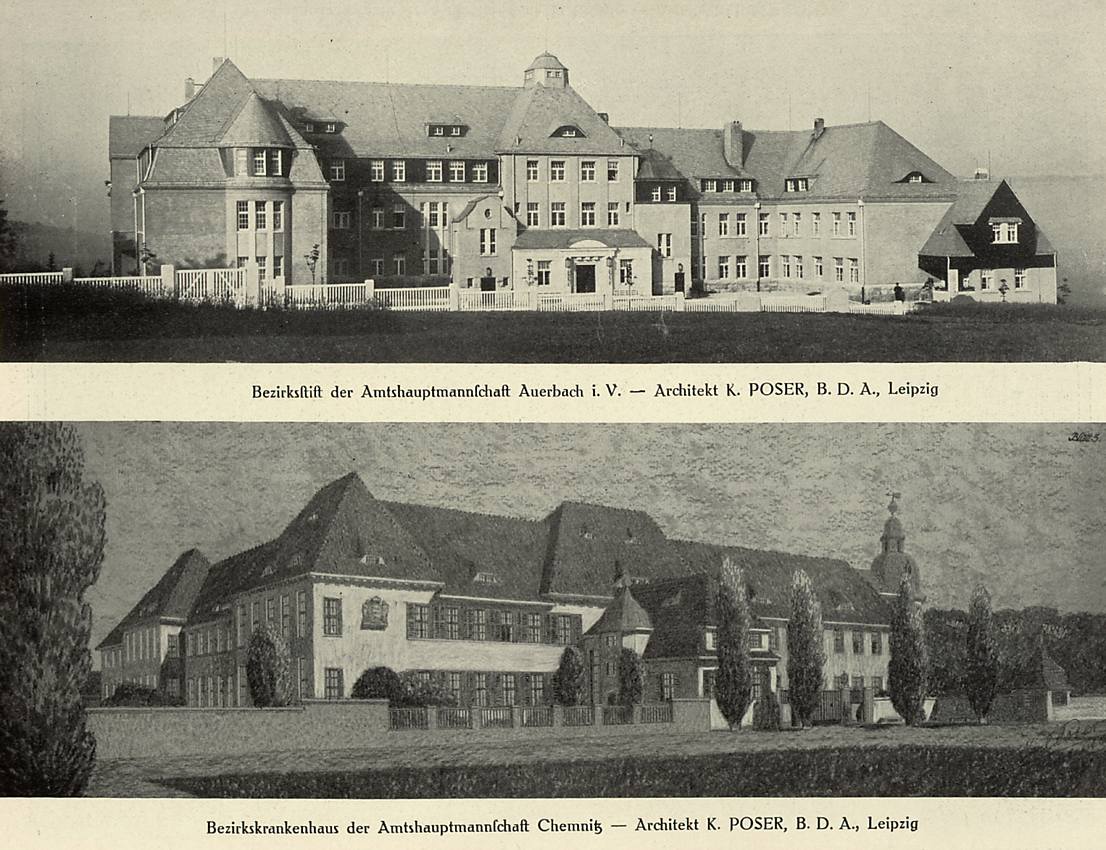
Bezirksstift Obergöltzsch (oben) in seiner Gründungsphase

Erstmals kam es 1906 zu Überlegungen ein neues Bezirksstift zu errichten. Zum 1. Juli 1908 wurde das Gut Obergöltzsch vom damaligen Besitzer Schwabe an den Kreisverband der Amtshauptmannschaft Auerbach verkauft. Nach fast zweijähriger Bauzeit wurde das Stift auf dem Bergrücken Salzleithe am 24. Juni 1910 schließlich eröffnet. Von 1914 bis 1920 und damit auch in der Zeit des Ersten Weltkrieges wurde das Haus als Alten- und Siechenheim genutzt und nur einige der 140 Betten waren durch Soldaten belegt. 1921 war Obergöltzsch mit 172 Patienten überbelegt. Wegen der Überbelegung wurde 1936 und 1937 eine Erweiterung der Gebäude vorgenommen. In den Kriegsjahren ab 1940/41 wurde das Klinikum als Teillazarett genutzt.

### Vom Zweiten Weltkrieg bis zur Wiedervereinigung
1949 wurde das Krankenhaus vorübergehend wieder als Alten- und Pflegeheim genutzt, bevor es im August des Jahres von der SDAG Wismut übernommen und zu einer Einrichtung für erkrankte und unfallverletzte Kumpel umgebaut wurde. Das Klinikum mit eigentlich Platz für 170 Betten wurde bis 1952 mit bis zu 268 Betten erneut überbelegt, was zu einem erneuten Anbau und damit auch zur Einrichtung von OP-Sälen, einer Frauenklinik, einem Kreißsaal und einer Röntgenabteilung. Der Anbau wurde am 14. Februar 1955 eingeweiht. Ab 1963 wurde das Klinikum nicht mehr als Bergarbeiterklinik genutzt, sondern an den Kreis Auerbach übergeben.
1965 und 1966 wurde eine Kinder- bzw. Säuglingsstation gegründet. 1972 wurde die Anästhesieabteilung gegründet und 1973 wurde die Chirurgische Klinik Auerbach aus der damaligen Kreisstadt ins Rodewischer Klinikum verlegt und mit der dortigen Chirurgie vereinigt. Im selben Jahr wurde auch eine moderne Unfallstation eingebaut. 1976 erfolgte die Einrichtung einer Intensivstation. 1983 erfolgte die Einweihung eines neuen Bettenhauses mit 176 Betten. Die Gesamtkapazität betrug damals 550 Betten. 1986 wurde schließlich eine Funktionsabteilung eingerichtet.

### Seit der Wiedervereinigung
Bis 1997 wurde das Krankenhaus in vielen Bereichen modernisiert. So wurde eine neue Zentralküche und eine neue Zentralheizung eingebaut, die Funktionsabteilung wurde modernisiert, die neue Notaufnahme mit Liegendanfahrt eingerichtet und ein Computertomograph angeschafft. Auch ein Hubschrauberlandeplatz wurde angelegt. 1999 wurde ein neuer erweiterter OP-Trakt übernommen, in dem sich heute 6 OP-Säle befinden und 2001 wurde auch ein neuer Kreißsaal eingeweiht.
2004 wurde ein neues Bettenhaus für 5 Pflegestationen, Intensivpflege- und Überwachungsstation, Funktionsabteilung, Labor, Apotheke, Physiotherapie, Seelsorge und Verwaltung eröffnet. 2010 feierte das Krankenhaus seinen 100. Geburtstag. Die renovierte Notaufnahme wurde 2012 übernommen. 2008 wurde ein Hybrid-OP-Saal eingeweiht und ein neuer Geburtenrekord seit 1990 aufgestellt: 727 Kinder kamen in Obergöltzsch zur Welt. 2019 wurde die Geriatrische Abteilung eröffnet.
Heute verfügt das Klinikum über 290 Betten und 6 Operationssäle.

## Medizinische Einrichtungen
| ChA | Dr. Thomas Schmidt (Chefarzt)      |
| OA  | Michael Gatzke (1. OA)             |
| OA  | Dr. Holger Heinz (Stationsarzt 12) |
| OÄ  | Dr. Seifert (Stationsarzt 5)       |

| ChA | MUDr. Martin Povejsil               |
| OÄ  | Dipl. Lange (Chefarztvertretung)    |
| OÄ  | Gläser (Intensivstation)            |
| OÄ  | Müller (stationäre Schmerztherapie) |
| OÄ  | Katja Lindner (OÄ der Notaufnahme)  |

| ChÄ | Grazyna Adamiak-Brych |
| 3   | Oberärzte             |

| ChA | Dr. Jörg Nötzel                |
| OA  | Dr. Bauer (1. Oberarzt)        |
| OA  | Dr. Jens Liebold (Handchirurg) |

| ChA | MUDr. Pomyje    |
| OÄ  | Dr. S. Strobel  |
| OA  | Kramer          |
| OÄ  | Dr. B. Prediger |
| OÄ  | I. Seidel       |

| ChA | Dipl. Andreas Seidel                       |
| OA  | Dr. U. Bittersohl (Leitender OA)           |
| OA  | Dr. med. univ. L. Sandner (Stationsarzt 1) |
| OA  | Dr. Kögler (Stationsarzt 3)                |

| ChÄ | Dr. Faust-Herzog                              |
| OÄ  | Fuchs (Leitende OÄ)                           |
| OÄ  | Dr. Graupner                                  |
| OA  | Dipl. Matthias Englisch (Palliativstützpunkt) |
| OÄ  | Dipl. Ludwig (Leiterin Geriatrie)             |

| ChÄ | Dipl. Petra Möckel |
| OÄ  | M. Meyer           |

Weiterhin gehören zum Klinikum folgende Abteilungen: Psychologischer Dienst, Physiotherapie, Zentrallabor, Zentralapotheke, Materialwirtschaft und Küche.
Das Klinikum hat als solches oder durch seine Ärzte Zentren und ist in Netzwerken vertreten: Alterstraumazentrum, Beckenbodenzentrum, EndoProthetikZentrum (EPZ), Fuß- und Wundambulanz, Interdisziplinäres Versorgungszentrum der Gefäßmedizin, MVZ, Mammographie-Screening, Mutter-Kind-Zentrum, Schlaganfall-Netzwerk Südwestsachsen und Trauma-Netzwerk Westsachsen.

## Belege
1. ↑  Deutsches Krankenhaus Verzeichnis. Abgerufen am 12. Januar 2023.
2. ↑  Strukturierter Qualitätsbericht gemäß § 136b Abs. 1 Satz 1 Nr. 3 SGB V für das Berichtsjahr 2020. Klinikum Obergöltzsch Rodewisch S. 22 ff.
3. ↑  Siegfried Walther: Rodewisch im Wandle der Zeit - Eine Chronik und ein wenig mehr... Kapitel 2: Die Ortsteile von Rodewisch (Abschnitt: Der Sitz Göltzsch). Hrsg.: Stadtverwaltung Rodewisch. Rodewisch 2011, ISBN 978-3-942267-16-8, S. 21 ff.
4. ↑  Geschichtliches - Klinikum Obergöltzsch Rodewisch, Vogtlandkreis. Abgerufen am 30. Januar 2023.
5. ↑  Fachabteilungen - Klinikum Obergöltzsch Rodewisch, Vogtlandkreis. Abgerufen am 11. Januar 2023.
6. ↑  Zentren - Klinikum Obergöltzsch Rodewisch, Vogtlandkreis. Abgerufen am 11. Januar 2023.